# Il sogno di Red
Il sogno di Red (Red's Dream) è un film del 1987 scritto e diretto da John Lasseter. Secondo cortometraggio d'animazione prodotto dalla Pixar, fu realizzato per dimostrare le nuove innovazioni nell'animazione al computer e proiettato al SIGGRAPH il 10 luglio 1987.

## Trama
In una notte di pioggia, in un angolo di un negozio di biciclette chiamato "Biciclette da Eben", un monociclo rosso di nome Red attende di essere comprato. Quest'ultimo sogna di essere guidato da un pagliaccio di nome Lumpy e di entrare nella pista del circo al suono della fanfara. Invece degli attesi applausi scroscianti che si aspetta, si ode solo il suono di pochi battimani da parte degli spettatori invisibili. Lumpy esegue il suo numero da giocoliere con tre palline mentre pedala sul monociclo e, quando una delle tre palline cade, Red gliela rilancia con i pedali. Quando la pallina verde cade e rotola attraverso la pista, Red la raccoglie e la fa rimbalzare su un pedale, mentre Lumpy continua il suo numero con le due palline rimaste. Quando quest'ultimo guarda in basso, scopre di pedalare sul vuoto e cade. Allora Red raccoglie le altre due palline e continua fare il giocoliere, mettendole addirittura tutte e tre una sopra l'altra. Dal pubblico proviene un applauso scrosciante, il cui suono si trasforma nel suono della pioggia e fa svegliare Red. Depresso, ritorna nell'angolo dov'era prima, e si riaddormenta.

## Produzione
Il sogno di Red fu il secondo cortometraggio prodotto dallo studio di animazione al computer Pixar dopo Luxo Junior (1986). Per il loro cortometraggio successivo, che doveva essere presentato alla convention SIGGRAPH del 1987, Edwin Catmull voleva che lo staff Pixar realizzasse un film che utilizzasse il Pixar Image Computer e il software di rendering Chapreyes. Lasseter iniziò a sviluppare una storia su un clown da circo che viene messo in ombra dal suo stesso monociclo, mentre William Reeves ed Eben Ostby lavoravano contemporaneamente alle proprie idee; Ostby voleva animare una bicicletta e Reeves stava lavorando alla creazione di un'ambientazione piovosa in una città. Alla fine, i tre unirono le loro idee, che portarono allo sviluppo de Il sogno di Red. L'idea di un negozio di biciclette come ambientazione fu ispirata da Ostby, un appassionato di ciclismo e programmatore grafico alla Pixar, che stava lavorando alla generazione di un'immagine fissa complessa di un negozio di biciclette. Lasseter, Reeves e Ostby volevano provare a dare al film un aspetto decisamente "cupo e malinconico" ambientandolo in una piovosa città. Quando sviluppò la storia per il film, Lasseter disse che voleva creare qualcosa con più "pathos" dietro, riferendosi scherzosamente allo sviluppo del film come al "periodo triste" della Pixar a causa della spinta emotiva dietro il cortometraggio.
Il progetto del film era accompagnato da due motivazioni tecniche. Le scene del negozio di biciclette all'inizio e alla fine dovevano dimostrare il rendering di immagini altamente complesse. A causa della complessità geografica delle biciclette a raggi e degli arredi del negozio, un tipico fotogramma di animazione delle scene conteneva più di diecimila primitive geometriche, che a loro volta erano composte da più di trenta milioni di poligoni. La sequenza del sogno, d'altro canto, doveva dimostrare le capacità di rendering del Pixar Image Computer. Un ingegnere di nome Anthony Apodaca aveva convertito il software di rendering della Pixar per farlo funzionare sul PIC, ma si scoprì che il design della macchina lasciava i suoi processori senza memoria sufficiente per usare un programma complesso come Chapreyes, e quindi Apodaca fu in grado di convertire solo una parte delle sue funzionalità per l'uso con i computer. A causa di queste limitazioni, la sequenza del sogno finì per apparire più rozza rispetto al resto del film e Il sogno di Red fu l'unico film Pixar a essere realizzato usando il PIC. Il clown, soprannominato "Lumpy" dai registi, è stato uno dei primi personaggi umani della Pixar; per dargli una struttura facciale "organica", il personaggio fu prima scolpito in un modello e poi scansionato in un computer usando un digitalizzatore. Le scene con la giocoleria sono state create animando il percorso del monociclo, e poi inserendo le palline nell'ambientazione, con un algoritmo di programmazione quadratica che calcolava automaticamente il loro percorso. A causa dell'incapacità del PIC di eseguire qualsiasi mosso, Lasseter utilizzò invece lo squash and stretch, che fu calcolato anche dal QP, per animare in modo convincente le palline che rimbalzano.
Mentre Il sogno di Red veniva sviluppato, lo spazio alla Pixar stava diventando stretto nel suo bungalow della contea di Marin; durante la produzione il gruppo di animazione, composto da Lasseter insieme a diversi "direttori tecnici" che creavano modelli e shader e simili, lavorava in un corridoio. Verso la fine della produzione Lasseter lavorava e dormiva nei corridoi per giorni e giorni. Una notte, circa due settimane prima della scadenza per il SIGGRAPH, un ingegnere di nome Jeff Mock portò la sua videocamera e girò un'intervista surrogata con Lasseter, che scherzò sulle condizioni. Aveva appena trascorso cinque giorni ad animare una sequenza di trecento fotogrammi – dodici secondi e mezzo di pellicola.
Poco dopo il completamento de Il sogno di Red, gli animatori Frank Thomas e Ollie Johnston, due dei leggendari "Nine Old Men" di Walt Disney, fecero visita a Lasseter alla Pixar e assistettero a una proiezione. Thomas fu evidentemente liberato dai suoi vecchi dubbi sull'animazione al computer, espressi in un saggio del 1984 in cui sosteneva che l'animazione al computer non avrebbe mai potuto produrre nulla di significativo come il suo predecessore disegnato a mano. Dopo aver visto il film, strinse la mano a Lasseter e gli disse in modo significativo: "John, ce l'hai fatta".

## Distribuzione
Il cortometraggio debuttò alla conferenza annuale SIGGRAPH ad Anaheim il 10 luglio 1987, riscuotendo un generale entusiasmo da parte dei partecipanti. A partire da settembre fu distribuito limitatamente nei cinema statunitensi dalla Expanded Entertainment come parte dell'antologia di cortometraggi animati The 20th International Tournee of Animation. Il 19 ottobre 1989 fu distribuito nei cinema italiani come parte dell'analoga antologia Mondocartoon.

### Edizioni home video

#### VHS e Laserdisc
Nel 1996 il cortometraggio fu inserito come extra nell'edizione deluxe in Laserdisc di Toy Story - Il mondo dei giocattoli e nella VHS Tiny Toy Stories, distribuite in America del Nord dalla Walt Disney Home Video.

#### DVD e Blu-ray Disc
Una versione rimasterizzata in alta definizione de Il sogno di Red, con un commento audio opzionale di John Lasseter, Eben Ostby e William Reeves, è inclusa nella raccolta I corti Pixar collection - Volume 1, uscita in DVD-Video e Blu-ray Disc nell'autunno del 2007.